# Radio Nacional Argentina
Radio Nacional Argentina és una cadena de ràdio argentina que pertany a l'empresa estatal Radio y Televisión Argentina. Està composta per 50 emissores que es distribueixen per tot el territori del país, i n'és la capçalera LRA1 Radio Nacional Buenos Aires.
Els programes de ràdio se centren en notícies nacionals, la cultura i la història, entre altres coses. L'emissió de música inclou tot tipus de cançons argentines (principalment folklore, tango i rock argentí). A part dels principals programes de notícies i espectacles culturals, LRA també transmet els partits de futbol nacionals i la participació d'altres atletes argentins en esdeveniments com els Jocs Olímpics o la Copa del Món de Futbol.

## Història

### Prèvia

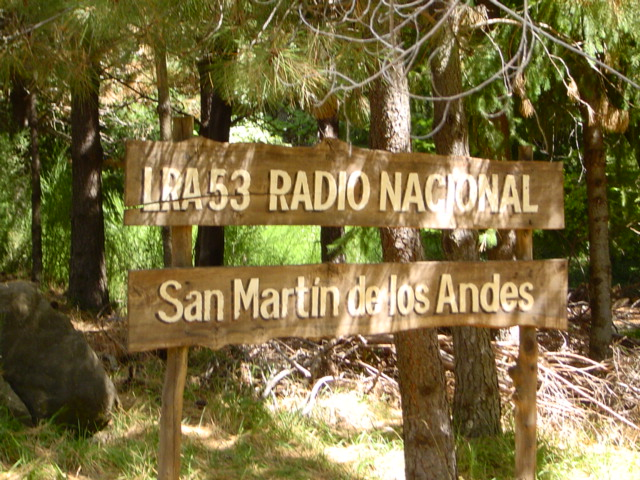
Cartell de LRA53 Radio Nacional San Martín de los Andes.

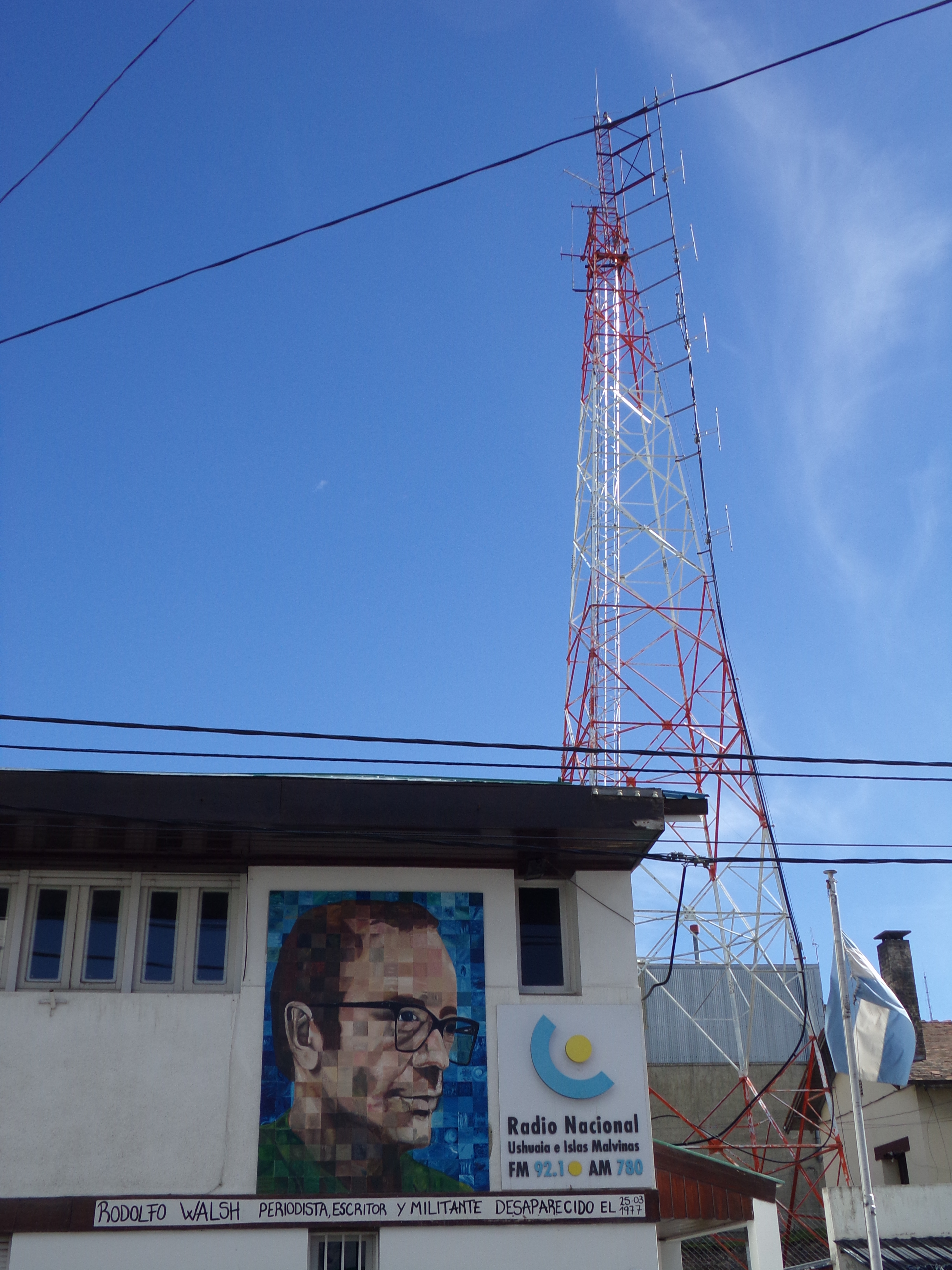
Estudis i planta transmissora de LRA10 Radio Nacional Ushuaia e Islas Malvinas.

La primera transmissió radial a l'Argentina va ser el 1920. Això va donar lloc a la primera emissora del país LOR Radio Argentina, d'Enrique Susini, César Guerrico, Miguel Mujica, Luis Romero i Ignacio Gómez coneguts com “Los locos de l'azotea”. Fins a aquest moment era l'única ràdio, quan a la fi de 1922 va sorgir LOZ Radio Sud America.
També el 1922 comença a escoltar-se LOX Radio Cultura, autoritzada a emetre missatges publicitaris. D'aquesta manera es va convertir en la primera ràdio comercial del país. L'exemple va ser imitat ràpidament pels radiodifusors estatunidencs.

### Orígens
Les transmissions el 6 de juliol de 1937 van començar com LRA Estación de Radiodifusión del Estado (LRA 1). Van començar a les 18.45 amb set hores de transmissió diàries. El primer director va ser Roberto Dupuy de Lôme Moreno, qui va exercir el càrrec durant la presidència d'Agustín P. Justo.

### Dècada de 1940
A Radio Nacional va començar un cicle anomenat La escuela del Aire, que s'emetia en tres idiomes: espanyol, italià i anglès. També va començar a transmetre's el programa de Relacions Exteriors, amb àudios i notícies destinades als països limítrofs i la resta de la regió.

### Dècada de 1950
El 9 de juliol de 1957 amb la primera transmissió d' El teatro de la humanidad, va ser l'inici d'una nova etapa en el gènere radioteatral. A més, l'intent d'utilitzar la ràdio com a eina per a obtenir una millor qualitat de vida es manifestava amb programes els títols dels quals van ser: Alimentos sugeridos para un escolar entre 10 y 4 años; El desayuno adecuado para un escolar i Las preparaciones de leche más adecuadas para un escolar.
En 1953, el Congrés Nacional va sancionar la Llei 14.241, sent la primera Llei de Radiodifusió de la història argentina.
El 1957 l'estació va canviar definitivament el seu nom a l'actual.

### Dècada de 1960
En la dècada del 60, es posa en marxa la transmissió d'enregistraments "fonoeléctricas o magnetofòniques en alta fidelitat", que en caràcter experimental es reproduïa en diferents horaris. També, es comença a realitzar un actiu intercanvi amb altres radiodifusores públiques internacionals. En la programació tenen espai reservat realitzacions procedents de la NHK del Japó, de la discoteca de l'ORTF, audicions de la RAI, de Radio Canadá i de la ràdio de la Universidad Nacional Autónoma de México, entre d'altres.

### Dècada de 1970
En aquesta dècada, LRA cobria les accions de govern i, els generals de l'època, Roberto Levingston i Alejandro Lanusse parlaven en discursos i conferències de premsa que van ser transmesos per la cadena nacional. L'any de la copa mundial de Futbol realitzada a l'Argentina de 1978, Ràdio Nacional no va transmetre els partits, però el seu control central prenia un senyal d'ona curta i la retransmetia pel seu sistema a l'exterior.

### Dècada de 1980
Durant la Guerra de les Malvines de 1982, Ràdio Nacional va iniciar la seva transmissió des de Port Argentí el 4 d'abril d'aquest any amb la veu del locutor nacional, Norman Carlos Powell, la col·laboració de l'operador Fernando Héctor Péndola i sota la direcció de l'enginyer en so, Ernesto Manuel Dalmau. Pocs dies després començaria l'emissió de LUT8 Canal 7 Islas Malvinas amb el tècnic Eduardo Oderigo. Aquestes emissions locals en anglès i castellà, i van servir per a difondre notícies, serveis, música clàssica i folklore nacional. En 1989 la ràdio va ser reconeguda amb un Esment Especial dels Premis Konex per la seva aportació a la Música Clàssica a l'Argentina.

### Dècades de 1990, 2000 i 2010

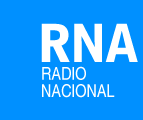
Logo en 2006.

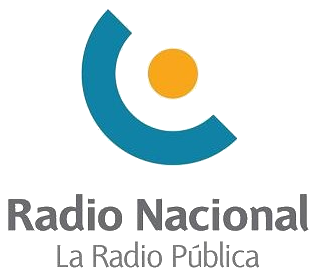
Logo fins 2016.

El novembre de 1999, el Congrés Nacional va aprovar la llei Núm. 25.208 que creava un multimedio estatal que aglutinaria a ATC, Ràdio Nacional i RAE. La llei fixava el control i la supervisió de l'empresa Radio y Televisión Argentina per una comissió bicameral del Congrés. La llei va ser vetada amb prou feines va assumir el nou govern Fernando de la Rúa. Finalment, des de 2001 forma part junt amb la TV Pública del Sistema Nacional de Mitjans Públics, actualment Radio y Televisión Argentina Sociedad del Estado. El portal d'internet funciona des del 2008. Des de llavors les 50 emissores que integren la Ràdio Pública a tota l'Argentina retransmeten a través d'Internet.
Des de juliol de 2013, LRA24 Radio Nacional Río Grande emet un butlletí informatiu diari (dilluns a divendres després de la mitjanit) en anglès destinat als habitants britànics de les Illes Malvines, anomenat Argentine News Bulletin i Encuentro Malvinas, aprofitant que la cobertura de l'emissora arriba a l'arxipèlag per la potència de 25 kilowatts. El micro és preparat a Buenos Aires, a través dels locutors i equip de la programació en anglès de la Radiodifusión Argentina al Exterior (RAE), i editat a Río Grande.
En gener de 2016, Daniel Tognetti va afirmar que les autoritats de la ràdio van prohibir que en els informatius es parlés de l'ona d'acomiadaments en l'administració pública. Setmanes després en commemorar-se els 40 anys del cop d'estat de 1976, segons el dirigent sindical, Carlos Saglul, el subgerent de notícies, Marcelo Marino, va prohibir utilitzar l'expressió dictadura cívico militar en lloc de dictadura militar. També la nova directora Ana Gerschenson, qui va reemplaçar María Seoane, va admetre que havien revisat comentaris fets pels periodistes en xarxes socials per cessar-los.

## Organització
Radio Nacional és també l'encarregada del sistema de Radiodifusión Argentina al Exterior. La ràdio capçalera del sistema de transmissió nacional és LRA1 Radio Nacional Buenos Aires. Al seu torn, hi ha altres emissores arreu del país que repeteixen la programació i que també posseeixen programes propis.
Aquesta ràdio és la capçalera del Sistema Nacional d'Emissores, disposa, durant les 24 hores d'una síntesi de l'activitat argentina i posa l'accent en la ponderació federalista de la comunicació. Els seus quatre informatius per a i des de tota l'Argentina reuneixen paisatges i cultura amb l'actualitat.

## Seu
LRA Ràdio Nacional opera a Buenos Aires des de l'edifici del carrer Maipú 555, al microcentre de la ciutat. El mateix va ser construït especialment per a Radio El Mundo en 1935, i també allotjaria més tard Radio Mitre, Radio Excelsior, Radio Splendid i Radio Antártida. En l'actualitat, Radio Nacional ho comparteix amb Nacional Folklórica, Nacional Rock, Nacional Clásica i Radiodifusión Argentina al Exterior.

## Emissores
Radio Nacional posseeix 50 emissores arreu de l'Argentina:
| LRA 1   | 870 (AM)             | Buenos Aires                                   |
| LRA 2   | 1150 (AM)            | Viedma, Río Negro                              |
| LRA 5   |                      | Rosario, Santa Fe                              |
| LRA 6   |                      | Mendoza, Mendoza                               |
| LRA 7   |                      | Ciudad de Córdoba, Córdoba                     |
| LRA 8   | 820 (AM)/94.1 (FM)   | Formosa, Formosa                               |
| LRA 9   |                      | Esquel, Chubut                                 |
| LRA 10  |                      | Ushuaia i Illes Malvines, Terra del Foc        |
| LRA 11  | 670 (AM)             | Comodoro Rivadavia, Chubut                     |
| LRA 12  |                      | Santo Tomé, Corrientes                         |
| LRA 13  | 560 (AM)/99.3 (FM)   | Bahía Blanca, Buenos Aires                     |
| LRA 14  | 540 (AM)/102.9 (FM)  | Ciudad de Santa Fe, Santa Fe                   |
| LRA 15  | 1190 (AM)/98.7 (FM)  | San Miguel de Tucumán, Tucumán                 |
| LRA 16  | 560 (AM)/92.5 (FM)   | La Quiaca, Jujuy                               |
| LRA 17  | 710 (AM)/93.9 (FM)   | Zapala, Neuquén                                |
| LRA 18  | 620 (AM)/90.3 (FM)   | Río Turbio, Santa Cruz                         |
| LRA 19  | 710 (AM)/99.1 (FM)   | Puerto Iguazú, Misiones                        |
| LRA 20  | 1270 (AM)/99.5 (FM)  | Las Lomitas, Formosa                           |
| LRA 21  | 1130 (AM)/98.5 (FM)  | Santiago del Estero, Santiago del Estero       |
| LRA 22  | 790 (AM)/94.1 (FM)   | San Salvador de Jujuy, Jujuy                   |
| LRA 23  | 910 (AM)/101.9 (FM)  | Ciudad de San Juan, San Juan                   |
| LRA 24  | 640 (AM)/88.1 (FM)   | Río Grande, Terra del Foc                      |
| LRA 25  | 540 (AM)/92.3 (FM)   | Tartagal, Salta                                |
| LRA 26  | 620 (AM)/94.1 (FM)   | Resistencia, Chaco                             |
| LRA 27  | 730 (AM)/103.3 (FM)  | San Fernando del Valle de Catamarca, Catamarca |
| LRA 28  | 620 (AM)/102.5 (FM)  | Ciudad de La Rioja, La Rioja                   |
| LRA 29  | 1170 (AM)/96.7 (FM)  | Ciudad de San Luis, San Luis                   |
| LRA 30  | 590 (AM)/95.5 (FM)   | Bariloche, Río Negro                           |
| LRA 42  | 1310 (AM)/98.7 (FM)  | Gualeguaychú, Entre Ríos                       |
| LRA 51  | 1150 (AM)/102.7 (FM) | Jachal, San Juan                               |
| LRA 52  | 670 (AM)/92.3 (FM)   | Chos Malal, Neuquén                            |
| LRA 53  | 1440 (AM)/92.5 (FM)  | San Martín de los Andes, Neuquén               |
| LRA 54  | 1370 (AM)/93.5 (FM)  | Ingeniero Jacobacci, Río Negro                 |
| LRA 55  | 740 (AM)/93.5 (FM)   | Alto Río Senguer, Chubut                       |
| LRA 56  | 860 (AM)/93.5 (FM)   | Perito Moreno, Santa Cruz                      |
| LRA 57  | 1160 (AM)/92.3 (FM)  | El Bolsón, Río Negro                           |
| LRA 58  | 1020 (AM)/88.1 (FM)  | Río Mayo, Chubut                               |
| LRA 59  | 720 (AM)/99.9 (FM)   | Gobernador Gregores, Santa Cruz                |
| LRA 343 | 103.3 (FM)           | Ciudad de Neuquén, Neuquén                     |

| LRA 31 | 6060/9690/11710/15345 | General Pacheco, Buenos Aires       | Radiodifusión Argentina al Exterior |
| LRA 35 | 6060/9690/11710/15345 | General Pacheco, Buenos Aires       | Radiodifusión Argentina al Exterior |
| LRA 36 | 15476                 | Base Esperanza, Antàrtida Argentina | LRA Radio Nacional                  |

| LRA 337 | 93.7 (FM)           | Ciutat de Buenos Aires             | Nacional Rock                   |
| LRA 338 | 96.7 (FM)           | Ciutat de Buenos Aires             | Nacional Clásica                |
| LRA 339 | 98.7 (FM)           | Ciutat de Buenos Aires             | Nacional Folklórica             |
| LT 11   | 1560 (AM)/92.9 (FM) | Concepción del Uruguay, Entre Ríos | Nacional Concepción del Uruguay |
| LT 12   | 840 (AM)/92.7 (FM)  | Paso de los Libres, Corrientes     | Nacional Paso de los Libres     |
| LT 14   | 1260 (AM)/93.1 (FM) | Paraná, Entre Ríos                 | Nacional Paraná                 |
| LU 4    | 630 (AM)            | Comodoro Rivadavia, Chubut         | Nacional Patagonia Argentina    |
| LU 23   | 730 (AM)            | El Calafate, Santa Cruz            | Nacional El Calafate            |
| LV 4    | 620 (AM)            | San Rafael, Mendoza                | Nacional San Rafael             |
| LV 8    | 780 (AM)            | Mendoza, Mendoza                   | Nacional Libertador             |
| LV 19   | 790 (AM)            | Malargüe, Mendoza                  | Nacional Malargüe               |

| LRA 60 | 530 (AM) | Puerto Argentino/Stanley, Illes Malvines | 1982 (Guerra de les Malvines) | Actualment, és la Falkland Islands Radio Service |